# Злата Ткач
Злата Мойсеевна Ткач (род. Злотэ Бейрихман; на идиш: זלאַטע טקאַטש, на румънски: Zlata Tcaci; 16 май 1928, Лозово, Ниспоренска област, Бесарабия – 1 януари 2006 г., Кишинев) е молдовска композиторка и музикална педагожка.
Тя е първата професионална композиторка в Молдова. Заслужил деец на изкуството на Молдавска ССР (1974), лауреат на Държавната награда на Молдова (1982), носител на ордена на Gloria Muncii („Глория мунчий“), професор в Държавната академия за музика, театър и изящни изкуства на Молдова.

## Биография
Злата Ткач (тогава Злата Бейрихман) е родена в бесарабското село Лозово (днес в Страшенски района в Молдова), където дядо ѝ се занимава с производството на сушени сини сливи, в еврейскота семейство на преподавателя по цигулка и духови инструменти в Кишиневската национална консерватория, завършил кишиневската консерватория „Униря“, Моисей Бенционович Бейрихман и неговата съпруга Фрейд Менделевна Койфман. Злата няма още навършени 2 години, когато семейството ѝ се връща в Кишинев, при родителите на майка ѝ. Учи в румънско начално училище за момичета и в кишиневската румънската гимназия „Regina Maria“. След идването на съветската власт през 1940 е преместена в руско училище, свири на цигулка, учи под ръководството на баща си.
В годините на Великата Отечествена война заедно с майка ѝ, е евакуирана в Централна Азия, но се изгубва по пътя и сама отива в град Наманган в Узбекистан, където се заразява с петнист и коремен тиф. Евакуирана е в Дрогобич, където продължава обучението си в местна гимназия. Тогава написва първата си песен „Краснофлотцы“. През 1943 г. семейството успява да се събере и след освобождаването на Кишинев се завръщат в града.
Учи във физико-математически факултет на Кишиневския университет (1945), не го завършва и се премества в музикалния филиал на Кишиневската консерватория, която завършва през 1952 година. Учи композиция при Леонид Гуров (1910 – 1993) и цигулка при Йосиф Дайлис. През 1952 – 1962 г. преподава в музикална школа и в Кишиневското музикално училище. През 1957 г. продължава обучението си в консерваторията. След дипломирането си през 1962 г. остава да преподава в консерваторията, където продължава да работи до края на живота си. През 1986 г. става доцент, а през 1993 г. - професор.
Злата Ткач е първата молдованка, която се посвещава изцяло на композирането. Нейното творчество се отличава с широко жанрово разнообразие: концерти, сонати за различни инструменти, струнни квартети, сюити, вокал, хорови и инструментални цикли, кантати и поеми, опера за малки и големи сцени, балет, гласно и хореографски поеми, инструментални миниатюри, музика за драматичен театър и кино, детски песни.
Нейни произведения са: симфонията „Виждам“, опера-приказка „Коза с три деца“ (1966, 2-ро издание 1971, 3-то издание – „Вълк-мошеник“, 1983), „Ленивица“, „Цветик-семицветик“, „Готвач и боярин“, „Малкият принц“; камерна опера „Гълъби в наклонена линия“ (1974), „Стъпка към безсмъртието“ (1985), „Моят парижки чичо“ по роман на Аурелиу Бусуйока (1987); балет „Андриеш“ (по произведения на Емелиана Букова, 1979), соната в памет на Дмитрий Шостакович за виола и пиано, концерт за флейта и оркестър (1989), концерт за пиано в съпровод на симфоничен оркестър (2002), вокални цикли от „Песни от фашистката на ада“ и „От молдовската поезия“ (1984, вариант с оркестър – 1986), произведения за симфоничен оркестър (Бурлеска, Детска сюита, Концерт за цигулка, струнни и тимпан, симфония „Медитация“), кантатата („Песен за Днестър“, „Град. Слънце. Деца.“, „Plai de cânt, plai de dor“), песен за деца в стихове Михай Еминеску, Васил Александри и др
Злата Тъкач написва и редица популярни песни на руски и молдовски език, включително и „Каселе Молдовей“ (Молдовски дом) и „С-а dos пасэря“ (Отлетя птицата) по стихове на Григоре Виеру, „Аз ще пиша музика“ по стихове на Робърт Коледа. Естрадните песни на Злата Ткач се изпълняват от Надежда Чепрага („Каселе Молдовей“ по стихове на Григоре Виеру, „Образ на майка“ и „Молдова“ по стихове на Георге Вода, „Цара чя май ку норка“ по стихове на В. Галайку). Съчинява музика за филмовото студио „Молдова-филм“. Първият изпълнител на редица фортепиански произведения на композиторката е молдовската пианистка Гита Страхилевич.
В последните години от живота си е автор на редица произведения на еврейска тема, включително стихотворението-реквием „Отрова ва-Шем“ с думи на идиш и иврит и соната-екскромт, посветена на паметта на жертвите на Холокоста, „Четири миниатюри от еврейския фолклор“ за струнен квартет, моноопера „Говори с мене, мамо“ – по романа на Паулина Анчел (Борочина) „Асенка“, Песен на еврейските букви по стихове на еврейските поети Йосиф Керлера, Мойше Лемстера, Шике Дриза, Любы Васерман, Паулины Анчел, Лъв Беринского, Лейба Квитко и Ихила Шрайбмана.

## Семейство
Съпругът ѝ е известният молдовски музиколог Ефим Ткач (1926, Белци, Бесарабия – 2003, Кишинев), автор и съставител на книги на руски и молдовски езици „Ръководство по елементарна теория на музиката“, „Опера Давид Гершвелд“ (Москва, 1960), „Ciprian Порумбеску“ (Кишинев, 1975), „Тимъти Милена“ (Кишинев, 1975), „Евгений Дог“ (Кишинев, 1980), „Дмитрий Кантемир. Музикални композиции“ (Кишинев, 1980) и други, основател на антифашистки демократичен съюз в Молдова.